# إدوارد ألويسيوس موني
إدوارد ألويسيوس موني (بالإنجليزية: Edward Mooney) هو عالم عقيدة أمريكي، ولد في 9 مايو 1882 في Mount Savage, Maryland ‏ في الولايات المتحدة، وتوفي في 25 أكتوبر 1958 في روما في إيطاليا.

## وصلات خارجية
- إدوارد ألويسيوس موني على موقع إن إن دي بي (الإنجليزية)